# Ширли, Мэри
Мэри Ширли (англ. Mary M. Shirley; 16 марта 1945, Филадельфия, Пенсильвания, США) — американский экономист, представитель новой институциональной экономики.
Получила степень бакалавра (1966) и степень магистра (1968) в Западном Колледже, Лос-Анджелес, Калифорния, степень доктора философии (1974) и M.A.L.D. (1971) в Школе Флетчера (Университет Тафтса, Бостон, Массачусетс). Президент Института Рональда Коуза (некоммерческое организация, ведущая исследования в области экономического значения законов, контрактов, норм и других институтов). Занимается организацией и участием в семинарах Института и его научно-исследовательских проектах. Проводит лекции и пишет работы по собственной программе исследований в области институтов и экономического развития.
Мэри Ширли является одним из основателей Международного Общества по Новой Институциональной Экономической Теории (International Society for New Institutional Economics (ISNIE)) вместе с Рональдом Коузом, Дугласом Нортом, Оливером Уильямсоном, Клодом Менаром и некоторыми другими экономистами. Она также была его президентом в 2004 и вице-президентом в 2003 году. Является соредактором онлайн журнала SSRN journal of New Institutional Economics с 2004 года и входит в состав рецензентов следующих журналов: Canadian Journal of Economics, Economics of Transition, The Independent Review, Journal of Economic Behavior and Organization, Journal of Law, Economics, and Organization, Journal of Comparative Economics, Journal of Environment and Development, National Science Foundation, Stanford University Press, World Bank Economic Review, World Bank Research Observer, World
Development.

## Опыт работы
1971—1972 Массачусетский технологический институт и Проект Экономических Исследований Гарвардского Университета;
1972—1974 Профессор экономики Университета Боготы, Хорхе Тадео Лозано, Богота, Колумбия;
1974—1980 Старший экономист, Организация американских государств;
1980—1982 Экономист Всемирного Банка по программам Латинской Америки и Карибского бассейна;
1983—1990 Советник по государственным предприятиям и старший советник Всемирного Банка;
1990—2001 Научный руководитель по вопросам конкурентной политики, регулирования, финансов, государственного управления и развития частного сектора во Всемирном Банке. Управляла группой ответственной за проведение исследований, разработку стратегий, обучение и поддержку в конкурентной политике и регулировании. Занималась вопросами реформирования государственного сектора, приватизации, регулирования монополий и развития политических, бюрократических, юридических институтов;
2001—2003 Консультант во Всемирном Банке. Исследования в области регулирования и приватизации банков, рекомендации по эффективности различных мер и институтам;
2004—2005 Консультант в Шведском агентстве международного развития;
2001-… Президент Института Рональда Коуза

## Направления научной деятельности
- Экономика организаций (используется подход Новой институциональной экономической теории к анализу организаций)
- Экономика государственного сектора (глубоко исследована сфера реформирования систем водоснабжения в развивающихся странах)
- Экономика бюрократии
- Влияние институтов на экономическое развитие

## Публикации

### Книги
- Institutions and Development (Cheltenham, UK and Northampton, MA: Edward Elgar, 2008)
- «Conclusions» with Douglass C. North in Steve Haber, Douglass C. North and Barry R. Weingast, eds. The Politics of Financial Development. (Stanford: Stanford University Press, 2006)
- «Empirical Studies» with George Clarke and Robert Cull in Gerard Caprio, Jonathan Fiechter, Robert E. Litan, and Michael Pomerleano, eds. The Future of State-Owned Financial Institutions: Policy and Practice (Washington, D.C.: Brookings Institution, 2004).
- Handbook of New Institutional Economics Co-editor with Claude Menard (Dordrecht, the Netherlands: Springer, 2005) (недоступная ссылка)
- «Institutions and Development» in Handbook of New Institutional Economics Co-editor with Claude Menard (Dordrecht, the Netherlands: Springer, 2005)
- Thirsting for Efficiency: The Economics and Politics of Urban Water System Reform (Oxford: Elsevier Science B.V., 2002). Editor and author of 4 chapters: «Cities awash: a synthesis of the country cases» with Claude Menard; «The Buenos Aires water concession» with Lorena Alcàzar and Manuel Abdala; «Reforming urban water supply: the case of Chile» with Lixin Colin Xu and Ana Maria Zuluaga
- «Reforming Urban Water Systems in Developing Countries» with Roger Noll and Simon Cowan in Anne O. Krueger (ed.) Economic Policy Reform: The Second Stage (Chicago: The University of Chicago Press,2000)
- «Formal versus Informal Institutions in Economic Development» with Philip Keefer in Claude Menard (ed.) Institutions, Contracts, Organizations: Perspectives from New Institutional Economics (Williston, VT: Edward Elgar, 2000)
- «Privatization in Transitional Economies: Politics as Usual?» with Philip Keefer in Stephan Haggard and Mathew McCubbins eds. Presidents, Politics and Policy. (Cambridge: Cambridge University Press, 2000)
- «Water Reform in Latin American: A Tale of Four Cities» in Luigi Manzetti (ed.) Post-Privatization Environments: The Latin American Experience (Miami: University of Miami Press, 2000)
- «Bureaucracy in Eastern Europe and the Former Soviet Union» in Peter Newman (ed.) The New Palgrave Dictionary of Economics and the Law (London: Macmillan, 1998).
- «Comments on Dilip Mookerjee Incentive Reforms in Developing Country Bureaucracies» in Boris Pleskovic and Joseph Stiglitz, eds. Annual World Bank Conference on Development Economics, 1997 (Washington D.C.: World Bank, 1998).
- «Performance Contracts: A Tool for Improving Public Services?» in Robert Picciotto and Eduardo Wiesner, eds. Evaluation and Development. The Institutional Dimension. (New Brunswick: Transaction Publishers,1998)

### Статьи
- «What Should Be the Standards for Scholarly Criticism?» Journal of International Economics, forthcoming 2011
- «Institutional Economics: A Crucial Tool for Understanding Economic Development.» With Alexandra Benham, Lee Benham, Urban Kovác, John Nye, Maros Servátka, Ekonomický časopis (Journal of Economics), Vol 57, #6, pp. 603—607 (June, 2009)
- «Why Is Sector Reform So Unpopular in Latin America?» The Independent Review. Vol. 10, #2, 195—207 (Fall, 2005)
- «Bank Privatization in developing countries: A summary of lessons and findings» with George Clarke and Robert Cull. Journal of Banking and Finance, Special Issue on Bank Privatization Vol. 29, #8-9: 1905—1930 (August-September, 2005)
- Book Review: «Bertin Martens, ed. The Institutional Economics of Foreign Aid.» The Independent Review. Vol. 9, 2 (Fall 2004)
- «Ownership Structure and the Temptation to Loot. Evidence from Privatized Firms in the Czech Republic.» With Robert Cull and Jana Matesova. Journal of Comparative Economics Vol. 30, 1-24 (2002)
- «Experience with Privatization: A New Institutional Economics Perspective.» Journal Of African Economics 11 supplement 1; 10-36 (February 2002)
- «Empirical Effects of Performance Contracts: Evidence from China.» With Colin Xu, Journal of Law, Economics and Organization. Vol 17. No. 1 (Spring 2001)
- Book review: Mancur Olson and Satu Kahkonen, «A Not-So-Dismal Science: A Broader View of Economies and Societies.» Journal of Economic History Vol 60. No. 3. (September 2000).
- «Information, Incentives and Commitment. An Empirical Analysis of Contracts Between Government and State Enterprises.» with Colin Xu. Journal of Law, Economics and Organization. Vol. 14, No. 2. 358—378 (1998).
- «Bureaucrats in Business: The Roles of Privatization versus Corporatization in State-Owned Enterprise Reform» World Development. Vol 27, No. 1, 115—136 (1999)
- «Trends in Privatization» Economic Reform Today. No. 1, 1998. «Book Review: Mark Armstrong, Simon Cowan and John Vickers. Regulatory Reform: Economic Analysis and British Experience» Information Economics and Policy 10 (September, 1998) 389—401.
- «Reformando los sistemas urbanos de agua en Amèrica Latina: Un cuento de cuarto ciudades.» Expe-Outlook. Vol. VI, No. 51. (August, 1998)
- «A New Database on State-Owned Enterprise Reform» with Luke Haggarty in World Bank Economic Review, Vol. 11, No. 3 (September 1997)
- «The Economics and Politics of Government Ownership» Journal of International Development, Vol. 9, No. 6 (September 1997) Reprinted in Privatization in Developing Countries, Paul Cook and Colin Kirkpatrick, eds. Aldershot, U.K. Edward Elgar.
- «Enterprise Contracts: A Route to Reform?» Finance and Development, Vol. 33, No. 3 (September, 1996)
- «Privatization in Latin America: Lessons for Transitional Europe» World Development, Vol. 22, No. 9, 1313-23 (September 1994). Reprinted in Vincent Wright and Luisa Perrotti, eds. Privatization and Public Policy. Aldershot: Elgar. 1999.
- «Privatization and Performance» in Hasting’s International and Comparative Law Review, Vol 17, No. 4 (Summer 1994).
- «Privatization: Lessons from Market Economies», in The World Bank Research Observer, vol. 9, no. 2 (July 1994).
- «The What, Why, and How of Privatization: A World Bank Perspective», Fordham Law Review, Vol. LX, No. 6, May 1992
- «Improving Public Enterprise Performance: Lessons from South Korea» in Annals of Public and Cooperative Economics, Volume 62, Number 1, 1991
- «Promoting the Private Sector» in Finance and Development Vol 25, No. 1 (March 1988).
- «The Experience with Privatization» in Finance and Development Vol. 25, No. 3 (September 1988)
- «Management of State Owned Enterprises» World Bank Staff Working Papers No. 577, 1984; reprinted in State Enterprises (New Delhi) Vol. 3, Nos. 2 & 3 (1984)

Другие работы, выступления и презентации можно найти в резюме Мэри Ширли